# Счастливое (Богодуховский район)
Счастливое (укр. Щасливе, до 2024 года — Горького) — посёлок, Сазоно-Балановский сельский совет, Богодуховский район, Харьковская область.
Код КОАТУУ — 6320887503. Население по переписи 2001 г. составляет 641 (306/335 м/ж) человек.

## Географическое положение
Посёлок Горького находится в 4-х км от села Сазоно-Балановка.
Село расположено на железнодорожной ветке Богодухов-Люботин, станция Пост 198 км.
Рядом проходит автомобильная дорога Р-46

## История
- 1970 — дата основания. Назван именем известного русского пролетарского писателя А. М. Горького.